# Eleazar (hijo de Aarón)
Eleazar (hebreo: אֶלְעָזָר,  'ʼElʽazar' / 'ʼElʽāzār', "(El) Dios ha ayudado") fue hijo de Aarón, sobrino de Moisés, y segundo sumo sacerdote de Israel, quien sucedió a su padre tras su muerte.

## Eleazar, hijo de Aarón
Fue el tercer hijo de Aarón, sus dos hermanos mayores, Nadab y Abiú, habían fallecido antes que su padre, en el monte Sinaí, como castigo por haber ofrecido un fuego profano a Yahveh. Eleazar representaba el sacerdocio en ese momento, por lo que tenía la autoridad y las herramientas necesarias de la talla de un sacerdote, lo cual hizo que contara con la aprobación del pueblo de Israel.
Al morir Aarón, hermano de Moisés, en la localidad de Hor, Moisés designó a Eleazar como sumo sacerdote, con el beneplácito de todo el pueblo. A partir de entonces no sólo tuvo un papel trascendente en el aspecto religioso, sino también en el político-militar, puesto que casi de inmediato se inician las campañas para la conquista de Canaán.
En medio del conflicto con Balac de Moab, se produce un contratiempo en el campamento hebreo, cuando muchos de los israelitas son descubiertos uniéndose con mujeres moabitas y Madianitas. Ello enfurece tanto a Moisés como a Eleazar, conscientes que tales actos propiciaban el culto a dioses cananeos. Yahveh, en ese momento, ordena matar a todos los implicados, pero es Finees, hijo de Eleazar, quien da muerte personalmente a Zimrí (príncipe de la tribu de Simeón), cuando lo descubre metiéndose con una mujer(Cozbi Princesa de Madian) delante de Moisés. Lo atraviesa con una lanza, e igual suerte corre la moabita, cesando así la mortandad en Israel.
Muerto Moisés, Eleazar se encarga de consagrar las piedras conmemorativas en el Jordán y luego está siempre presente en todos los actos religiosos concernientes a las guerras con Jericó, Ay y los Reyes del sur. Finalmente coopera con Josué en el reparto de las tierras que corresponderán a cada tribu.
Una vez que Josué se ha retirado de la escena política, el Sumo Sacerdote Eleazar, ya entrado en años, permanece cerca de Caleb, otro de los caudillos de la tribu de Judá, y muestra su disconformidad con los sucesos de Galaad. Allí se enteran de que las tribus del este del Río Jordán han plantado un altar en el lugar de las piedras conmemorativas del Jordán, por lo que se envía para allá un ejército, de los que toma parte Finees, un hijo de Eleazar. Luego se les explicará que tal altar constituye la prueba de que aquellas tribus también cruzaron el Jordán y estuvieron presentes en la conquista de Canaán.
Esa fue una de las últimas participaciones de Eleazar en la política, si bien probablemente debió entrometerse en los asuntos de los primeros jueces, como Otoniel, Aod y Barac. Algunos meses después de la muerte de Josué en Timnat, le sigue Eleazar, cuyo cuerpo es enterrado en Guibea por Finees, su hijo y sucesor en el alto cargo.
Eleazar es considerado santo por las iglesias cristianas. Ortodoxos y católicos lo conmemoran el 6 de septiembre, mientras que la iglesia Apostólica Armenia lo recuerda el 30 de julio como uno de los santos patriarcas.

## Otros personajes bíblicos
Existen otros Eleazar mencionados en la Biblia, a saber:
- Eleazar, hijo de Aminadab, uno de los guardianes del Arca.
- Eleazar hijo de Dodo, de Bethleem, uno de los guerreros de David.
- Eleazar hijo de Fineas, uno de quienes trajeron los sagrados vasos de regreso a Jerusalén desde Babilonia.
- Eleazar, hijo de Matatía, llamado Avaran, uno de los hermanos Macabeos, quien mató a un elefante de guerra.
- Eleazar, el escriba, martirizado por Antíoco IV Epífanes, quien intentó preservarlo de la muerte, dada su venerable edad, sugiriéndole que simulara ofrendar a los dioses griegos, a lo que el escriba respondió que habría sido un ultraje para sus años dar tan mal ejemplo a los jóvenes, en aras de preservar la poca vida que le quedaba.
- Eleazar, hijo de Eliud, aparece en la genealogía de Jesús, según Mateo, como bisabuelo de José y descendiente de David.

- Datos: Q159443
- Multimedia: Eleazar / Q159443